# Municipio de Loon Lake
El municipio de Loon Lake (en inglés, Loon Lake Township) es un municipio del condado de Cass, Minnesota, Estados Unidos. Tiene una población estimada, a mediados de 2023, de 653 habitantes.

## Geografía
Está ubicado en las coordenadas 46°35′31″N 94°21′53″O / 46.59194, -94.36472. Según la Oficina del Censo, tiene una superficie total de 46.6 km², de los cuales 45.1 km² corresponden a tierra firme y 1.5 km² están cubiertos de agua.

## Demografía
Según el censo de 2020, en ese momento había 626 personas residiendo en la zona. La densidad de población era de 13.9 hab./km². El 94.57 % de los habitantes eran blancos, el 0.16 % era afroamericano, el 0.32 % eran amerindios, el 0.32 % eran asiáticos y el 4.63 % eran de una mezcla de razas. Del total de la población, el 1.60 % eran hispanos o latinos de cualquier raza.